# ASC Nasr de Sebkha
Association Sportive et Culturelle Nasr de Sebkha w skrócie ASC Nasr de Sebkha – mauretański klub piłkarski grający niegdyś w mauretańskiej pierwszej lidze, mający siedzibę w mieście Nawakszut.

## Sukcesy
- Première Division[1]:
  - mistrzostwo (1): 2003, 2005, 2007.

- Puchar Mauretanii[2]:
  - zwycięstwo (1): 2006.

- Puchar Mauretanii[2]:
  - zwycięstwo (1): 2003.

## Występy w afrykańskich pucharach
| Sezon | Rozgrywki       | Runda   | Kraj   | Klub             | Dom | Wyjazd | Dwumecz |
| ----- | --------------- | ------- | ------ | ---------------- | --- | ------ | ------- |
| 2003  | Puchar Mistrzów | wstępna | Maroko | Wydad Casablanca | 0–0 | 0–2    | 0–2     |
| 2004  | Puchar Mistrzów | wstępna | Maroko | Hassania Agadir  | –   | 0–7    | 0–7     |

## Stadion
Domowe mecze klub rozgrywa na stadionie o nazwie Stadion Olimpijski w Nawakszucie, który może pomieścić 40 000 widzów.

## Reprezentanci kraju grający w klubie
Stan na lipiec 2023.
| - Mohamed Yacoub Bâ - Babacar Dieng - Alioune Ndiaye - Boubou Ndiaye - Sidi Ould Achour | - Mohamed Ould Hamoud - Khatry Ould Khourou - Cheikhani Ould Mohamed - Lemine Ould Mohamed - Ely Cheikh Voulany |